# Röllika
Röllika eller rölleka, Achillea millefolium (ibland felstavat Achillaea), är en art av korgblommiga växter.

## Beskrivning

Kvast

Hos röllikesläktets två nordiska arter, rölleka, Achillea millefolium L. och nysört, även kallad vitpytta, Achillea ptarmica L. har både mitt- och kantblommorna vit blomkrona, hos röllikan ibland rödlätt. Korgarna är ganska små, men åtminstone hos röllikan så talrika att de tätt förenade blir till en jämntoppad samling i sammansatt kvast.
Anmärkningsvärt är kantblommornas ringa antal, ungefär fem stycken, och deras korta, breda form. I holken mellan blommorna finns ganska stora blomstödblad (jämför med släktet Anthemis), som har en svartbrun kant på samma sätt som holkfjällen. När frukterna mognar, växer blomfästet på längden, och de inre fjällen når över de yttre, och korgen får en gråbrun färg som gör att den påminner om en liten kotte. Fröna är aerodynamiskt formade så att de skall få ett större spridningsområde (flyger med vinden).
Röllika blommar hela sommaren och långt in på hösten, men ger ingen nektar. Pollineras ändå av insekter, som besöker blomman för frömjölets skull.
Förtorkade står stjälkar kvar hela vintern på samma sätt som för många andra korgväxter.
Kromosom-tal 2n = 54.

Chamazulen

Ett innehållsämne är chamazulen ,  C14H16.

## Underarter
Det finns några underarter till röllika:
- Fjällröllika (= Luddrölleka = Nordlig rölleka), Achillea millefolium ssp. sudetica (Opiz) E.Weiss
- Plymröllika, Achillea millefolium ssp. lanulosa (Nutt.) Piper
- Vanlig röllika,  Achillea ssp. millefolium
- Achillea occidentalis ssp. lanulosa Raf.

## Habitat
Mycket vanlig i hela Sverige.
I Norge går röllika på Hardangervidda upp till 1 400 m ö h.
Introducerad art i Australien.

## Biotop
Torra gräsmarker.

## Medicinsk användning

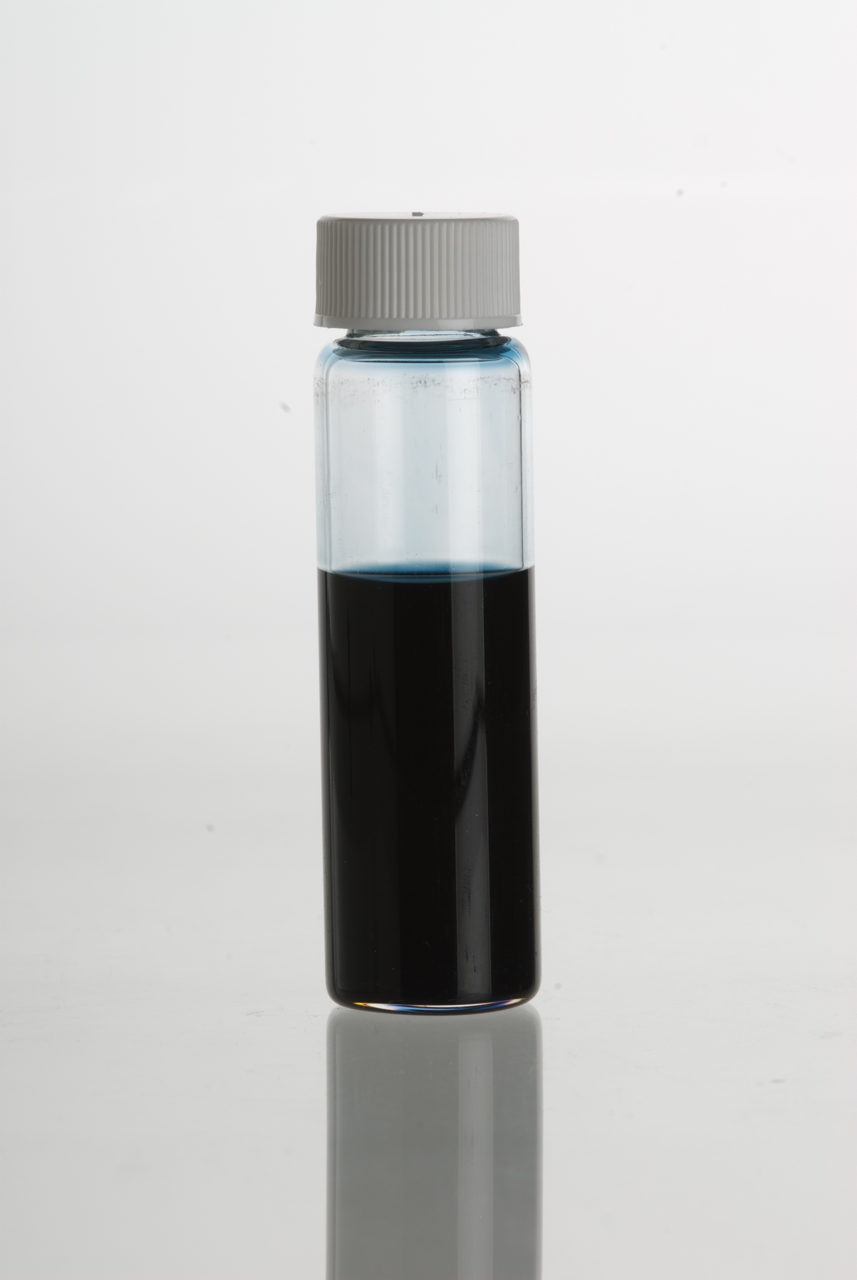
Röllekaolja

Röllikan har en stark kryddlukt eftersom den innehåller en flyktig blåfärgad olja och bitterämnet achillein.
Avkok på röllikan användes inom folkmedicinen som ett läkemedel mot diarré, smärtstillande, mot reumatism och som abortframkallande medel.
Örten är också en av de mest använda inom naturläkekonsten mot näsblödningar, antingen som örtte eller som homeopatiskt läkemedel. Den används också mot andra blödningssymptom, t ex hemorrojder, riklig menstruation eller blod i urinen. Använd växtdel är ovanjordsdelar med eller utan blommor.
Om ungefär 5 cm röllekarot läggs där man har tandvärk, kommer smärtan att dämpas. [källa behövs]
Röllika anges även vara bra för att läka sår. Den av G. E. Klemming utgivna "Handskrift 7", som är en översättning av Christiern Pedersens En nøttelig Legebog ffaar ffattige och Rige, tryckt i Malmö 1533, anger: Stöt Rölika sma, med swdyt flesk, oc läg oppo saarit, hon helar wel.
Röllika har ingått i den svenska farmakopén under diverse namn:
- Flores millefoli
- Flos millefolii
- Millefolium
- Millefolii flores
- Millefolii flos

Under Andra världskriget uppmuntrade Medicinalstyrelsen allmänheten att samla in och torka röllika och leverera till apoteken. [källa behövs]

## Etymologi
- Släktnamnet Achillae  syftar på Akilles, som under belägringen av Troja lär ha behandlat sina och vännernas sår med röllika . Auktorn L. har alltså inspirerats av röllikas läkande egenskaper.
- Millefolium betyder med tusen blad och syftar på de finflikiga bladen.[2]

Röllika är ursprungligen det danska namnet på örten – via sydsvenska dialekter har det fått allmänsvensk spridning.
"Handskrift 3" från början av 1500-talet, vars text baserats på Liber Herbarium anger:
| ” | millefolium ær nese græs wpa swensko ok rølika wppo dansko. | „ |

## Namnförbistring
I början av 1800-talet var det svenska namnet Millefolie, efter det latinska.
Dialektalt har röllika benämnts backhumla, vilket ska skiljas från backhumle, som är ett alternativt namn för brunört.
Backhumla kan även avse en insekt.

## Bygdemål
| Namn | Trakt                                          | Referens | Kommentar |
| --- | ---------------------------------------------- | -------- | --- |
| |                                                |          | |
| Achillea | ?                                              |          | |
| Backhumla | Hälsingland                                    | [ 4 ]    | d) |
| Backhumle | ?                                              |          | |
| Brokskit | Jämtland                                       |          | |
| Bråssor | ?                                              |          | |
| |                                                |          | |
| Bryddjstuppor | Dalarna (Älvdalen)                             | [ 5 ]    | (Kanske d)) Tuppur = toppar, avser blommorna |
| Bryggtoppa |                                                | [ 6 ]    | d) Toppa = toppar, avser blommorna |
| Farmorstobak | ?                                              |          | Se Tuobas-bliommä nedan. |
| Flengräs | Västerbotten                                   | [ 7 ]    | b) |
| |                                                |          | |
| Galentara | Lima                                           |          | c) |
| Galntåra, garntora | Transtrand                                     |          | c) |
| Gantola | Älvdalen                                       |          | c) |
| |                                                |          | |
| Garntola | Lima                                           | [ 8 ]    | c) |
| Garntora | Särna                                          |          | c) |
| Jordhumla | Uppland (Roslagen)                             | ,        | a) |
| Jordhumle | ?                                              |          | |
| Kardusblåmma | Skellefteå                                     | [ 10 ]   | |
| Karibacka, karibacke, Kari i backa | Västmanland, Dalarna (Svärdsjö)                | ,        | Egentligen sammandrag av Kari[n] (Kajsa) på Backa/Backe. Oklart vilken person som åsyftas. Backa/Backe är eventuellt ett gård- eller torpnamn.  |
| Karribacka | ?                                              |          | |
| Per i backa | Älvdalen, Medelpad, Västerbotten, Ångermanland | [ 6 ]    | |
| Lass i tomt | Mora, Våmhus                                   | [ 11 ]   | Egentligen Lasse i tomten |
| Lass i tompt | Våmhus                                         | [ 5 ]    | Egentligen Lasse i tomten |
| Läkeblomma | ?                                              |          | Syftar på folkmedicinens användning för att läka sår.                                                                                           |
| Milleolium | ?                                              |          | Förvrängning av millefolium |
| |                                                |          | |
| Nesegräs | ?                                              |          | Samma ord som Näsegräs |
| Näsägres | ?                                              |          | Samma ord som Näsegräs |
| Näsgräs | ?                                              |          | Samma ord som Näsegräs |
| |                                                |          | |
| Näsegräs | ?                                              |          | Torkade och malda röllikablad har använts som tillsats i luktsnus; framkallar nysning                                                           |
| Näsgräs | Dalarna (Falun)                                | ,        | Torkade och malda röllikablad har använts som tillsats i luktsnus; framkallar nysning                                                           |
| Pestilensblomma | ?                                              |          | Av latin pestilens = osund; ett ålderdomligt ord för sjukdomen pest. Här i betydelsen botemedel för den av pest drabbade. Se vidare Digerdöden. |
| Pestilens-blommor | ?                                              | [ 9 ]    | Av latin pestilens = osund; ett ålderdomligt ord för sjukdomen pest. Här i betydelsen botemedel för den av pest drabbade. Se vidare Digerdöden. |
| Renfana | ?                                              |          | Felaktig användning i svenska örtaböcker från 1300-talet till 1500-talet: förväxling med Renfana = Tanacetum vulgare L.                         |
| Rödlätta | ?                                              |          | |
| Rölökor | ?                                              |          | |
| Skogshumle |                                                | [ 6 ]    | d) |
| Snö-ört | Öland                                          | ,        | |
| Soldatört |                                                |          | |
| Stengräs | Medelpad                                       | ,        | |
| Sårläka |                                                |          | |
| Timmermansblomma | ?                                              |          | Från växtens franska namn: Herbe aux charpentier                                                                                                |
| Tuobas-bliommä |                                                | [ 4 ]    | Egentligen Tobaks-blomma: Torkad röllika har använts för att i dryga ut röktobak.                                                               |
| Tusengren |                                                |          | |
| Tusenrosor |                                                |          | |
| Ölgräs | ?                                              |          | Används för smaksättning vid bryggning av öl.                                                                                                   |
| _______________ |                                                |          | |
| a) Röllika har använts i stället för humle som smaksättare vid ölbryggning. b) Flengräs har fått sitt namn, därför att växten ansetts kunna bota flen, en rosartad svullnad (folkmun i Norrbotten, Östergötland); hos kor en svullnad i juvret (folkmun i Västerbotten). Ett liknande namn är fleinsgräs, som dock avser en annan art, smörblomma (Ranunculus acris), men med samma medicinska verkan. c) Galentåra jämte förvrängningarna härav: galentara, gantola, garntola, garntora syftar på att blommornas ampra doft, djupt inandad, ger rinnande ögon och yrsel. d) Namnet p g a att röllika har använts i stället för humle som smaksättare vid ölbryggning. e) Syftar på att enligt grekisk mytologi Akilles soldater utnyttjade röllikans medicinska egenskaper för sårbehandling. Namnet soldatblomma ska ej förväxlas med Svenske soldaten, som avser lundkovall. |                                                |          | |

## Bilder

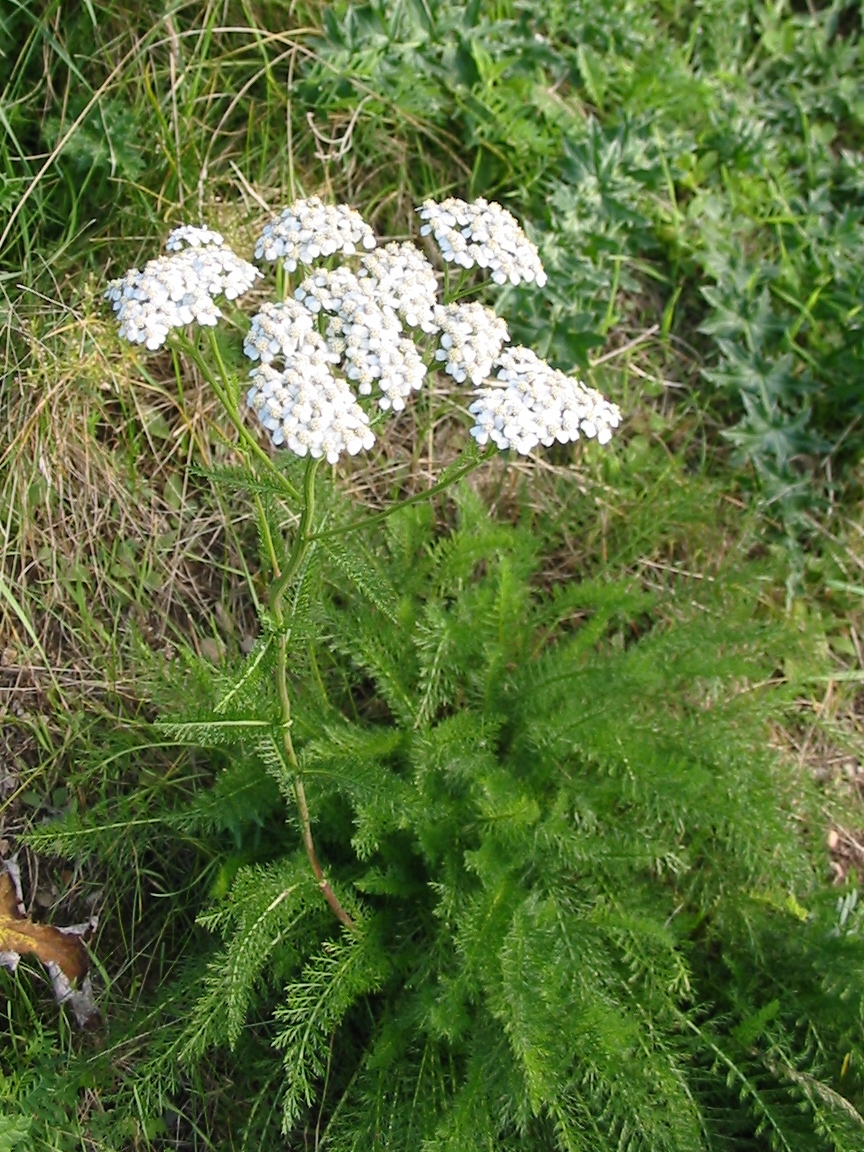
Rent vit
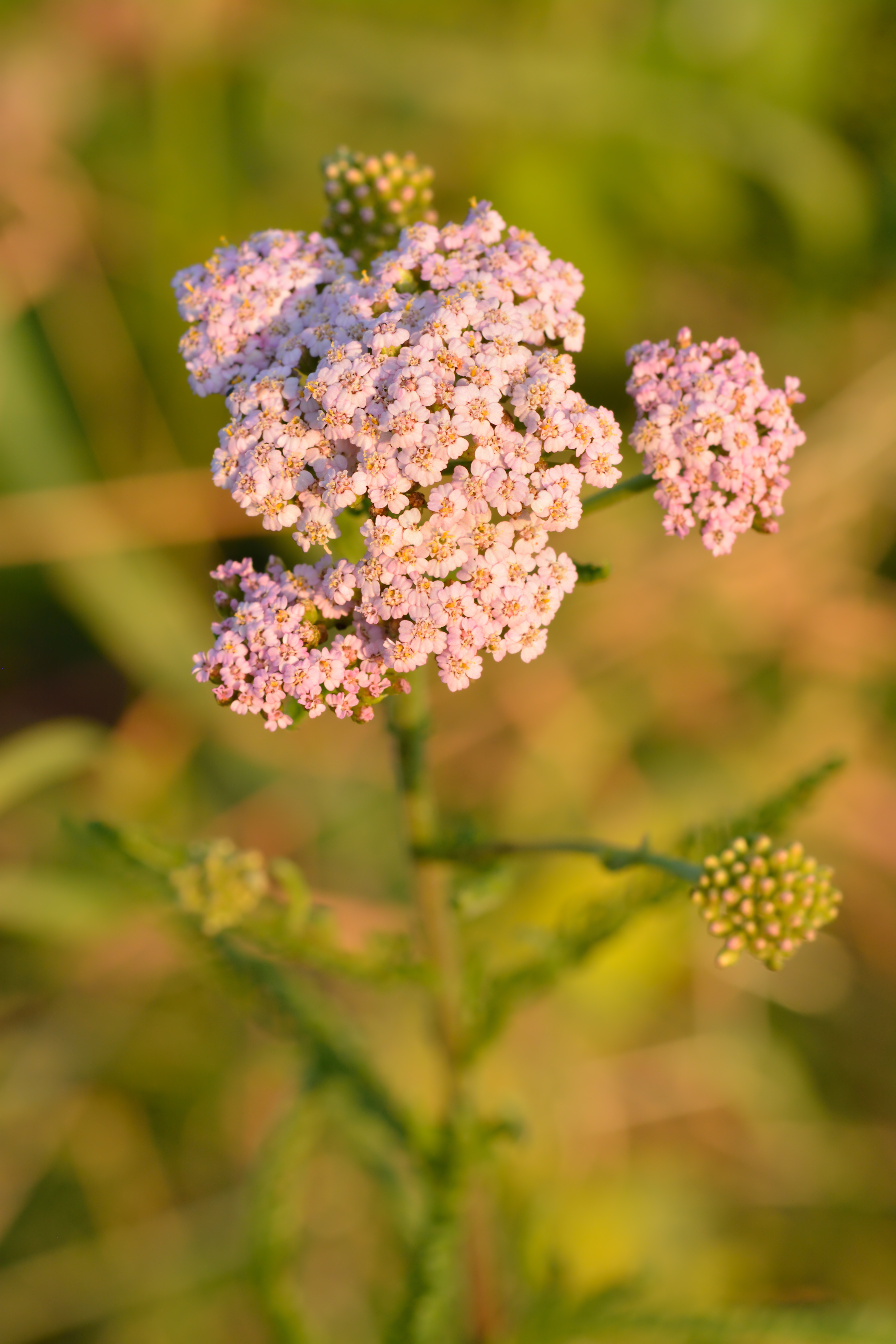
Ibland kan blommornas färg skifta i olika rödaktiga nyanser
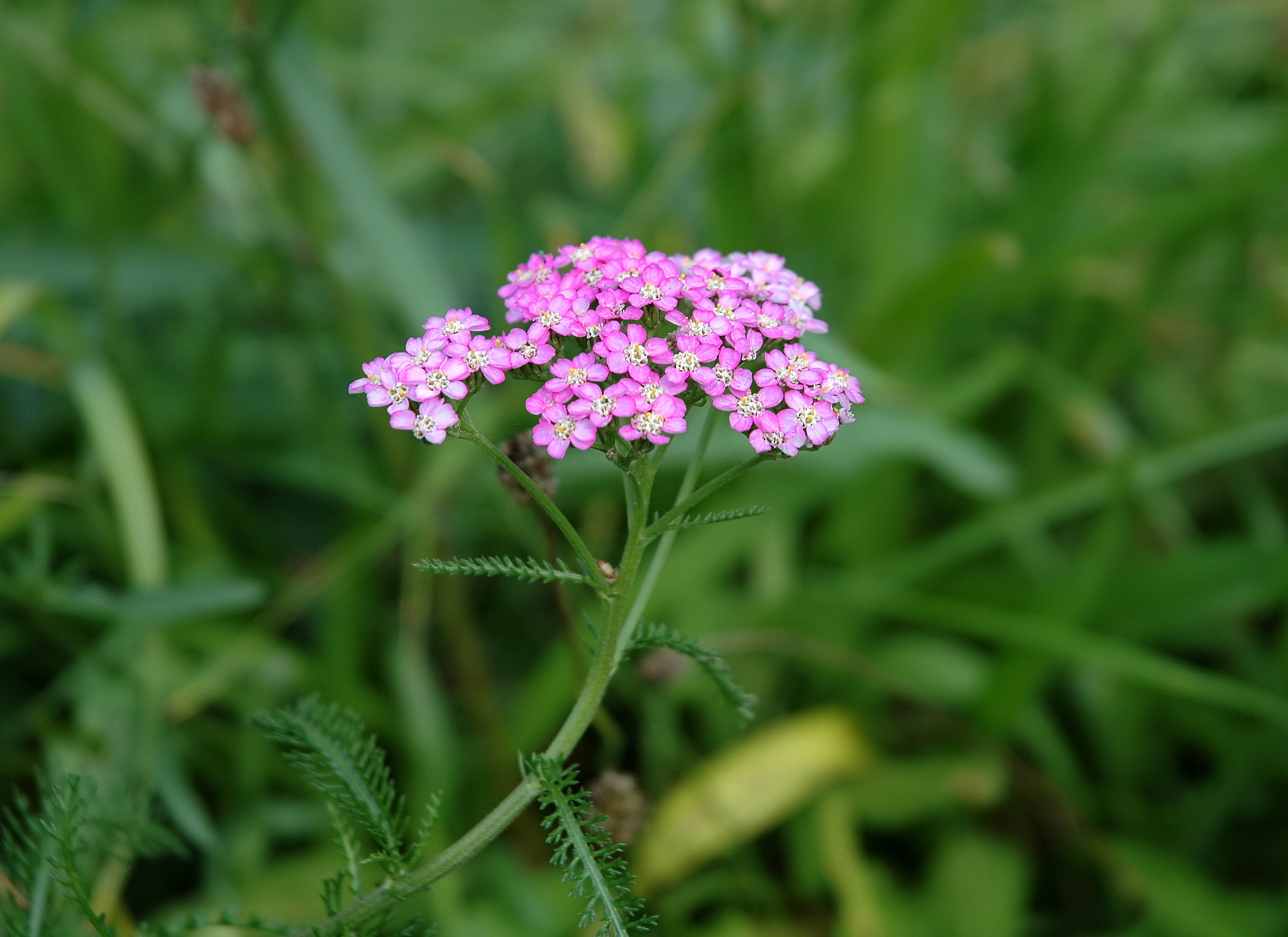
Kraftigt färgad "Fjällröllika" = "Nordlig röllika" Achillea millefolium ssp. sudetica (Opiz) E.Weiss
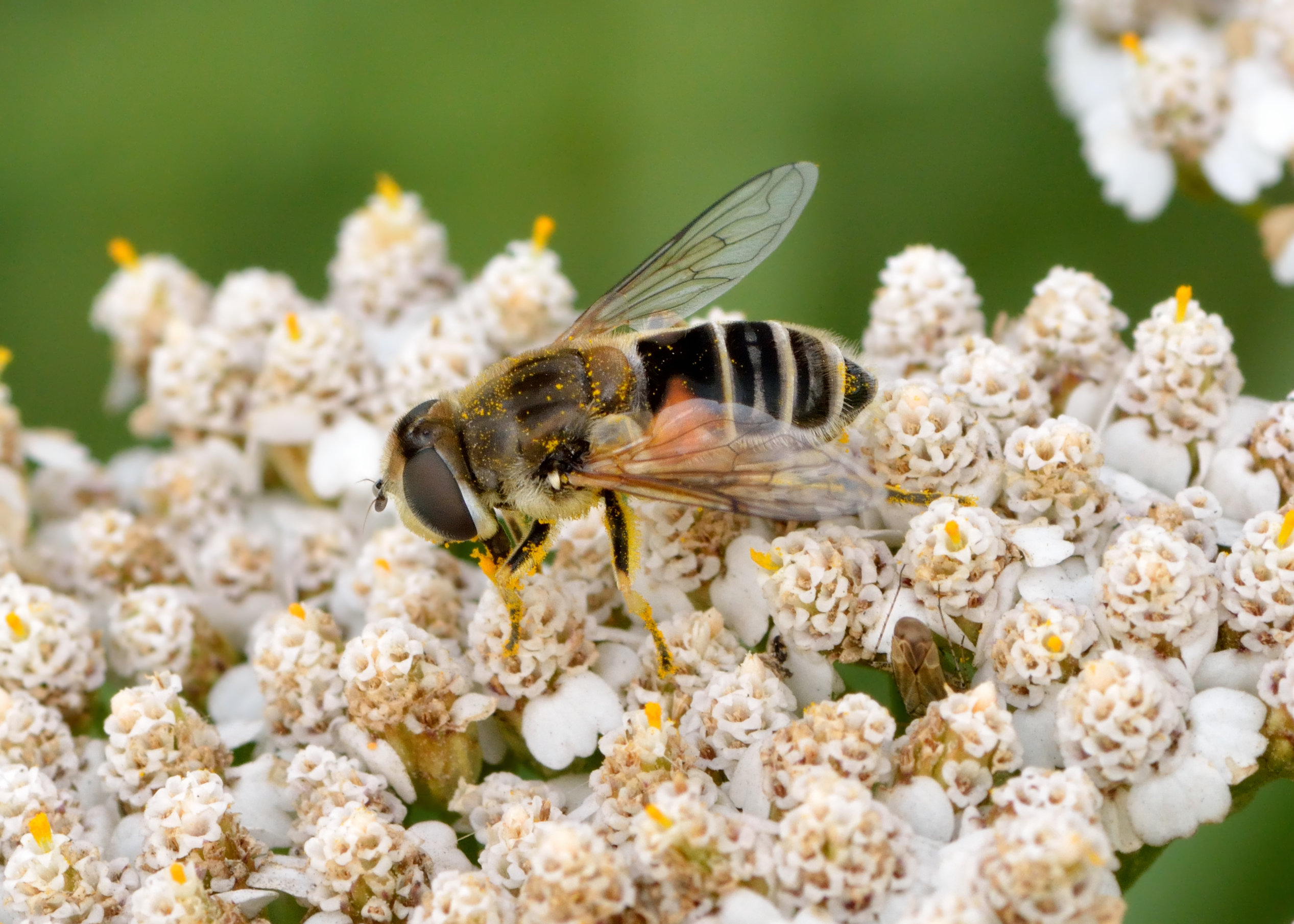
Röllikan får besök av en blomfluga, Eristalis arbustorum Lägg märke till färgnyansen
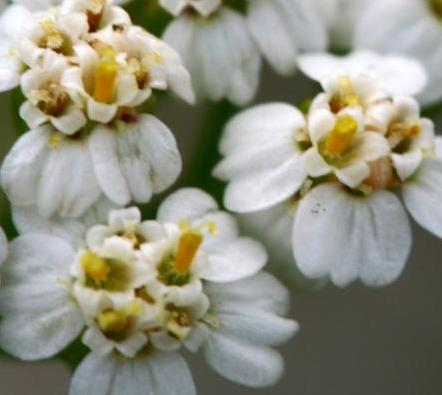
Blommor i närbild
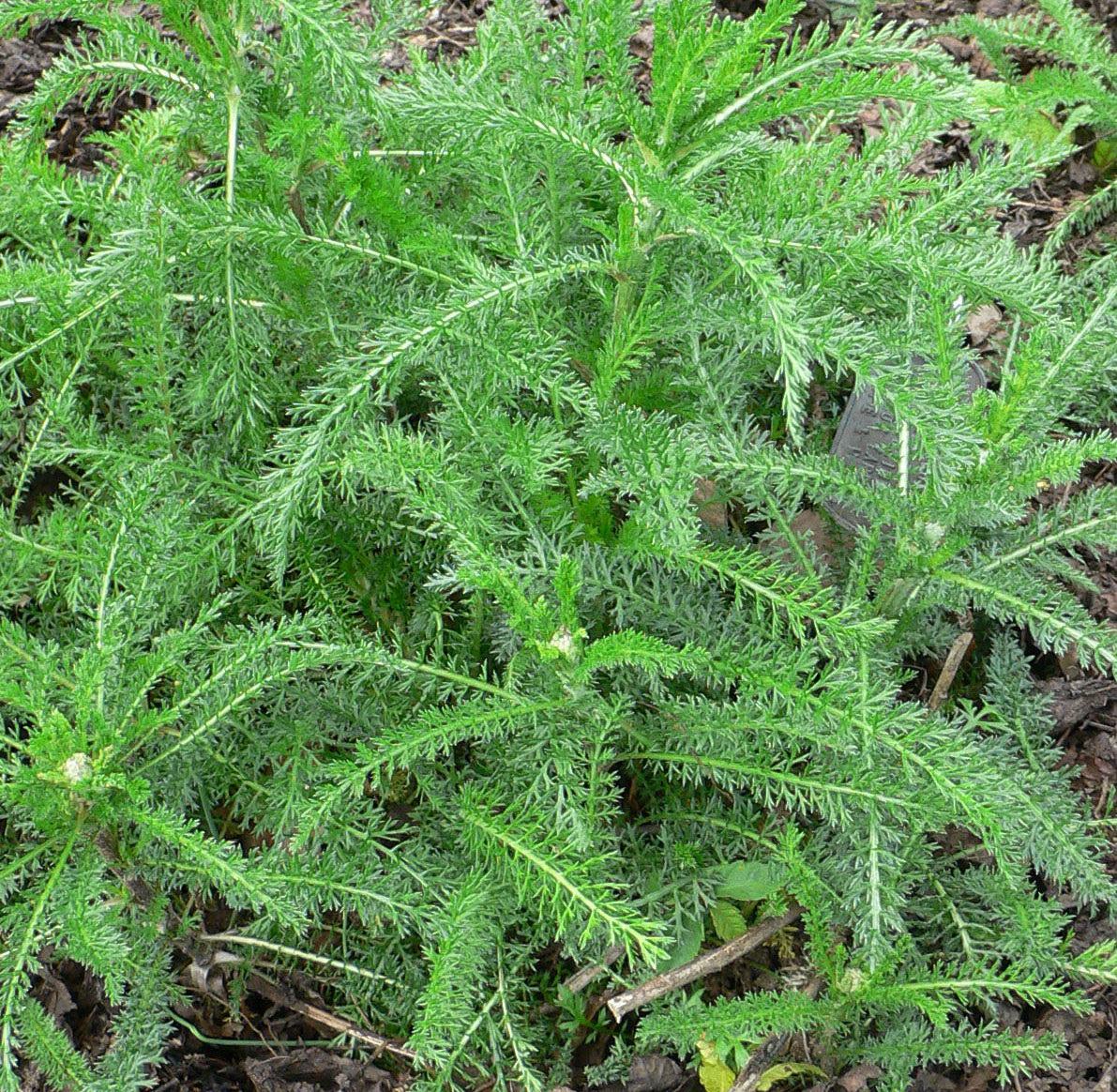
Blad
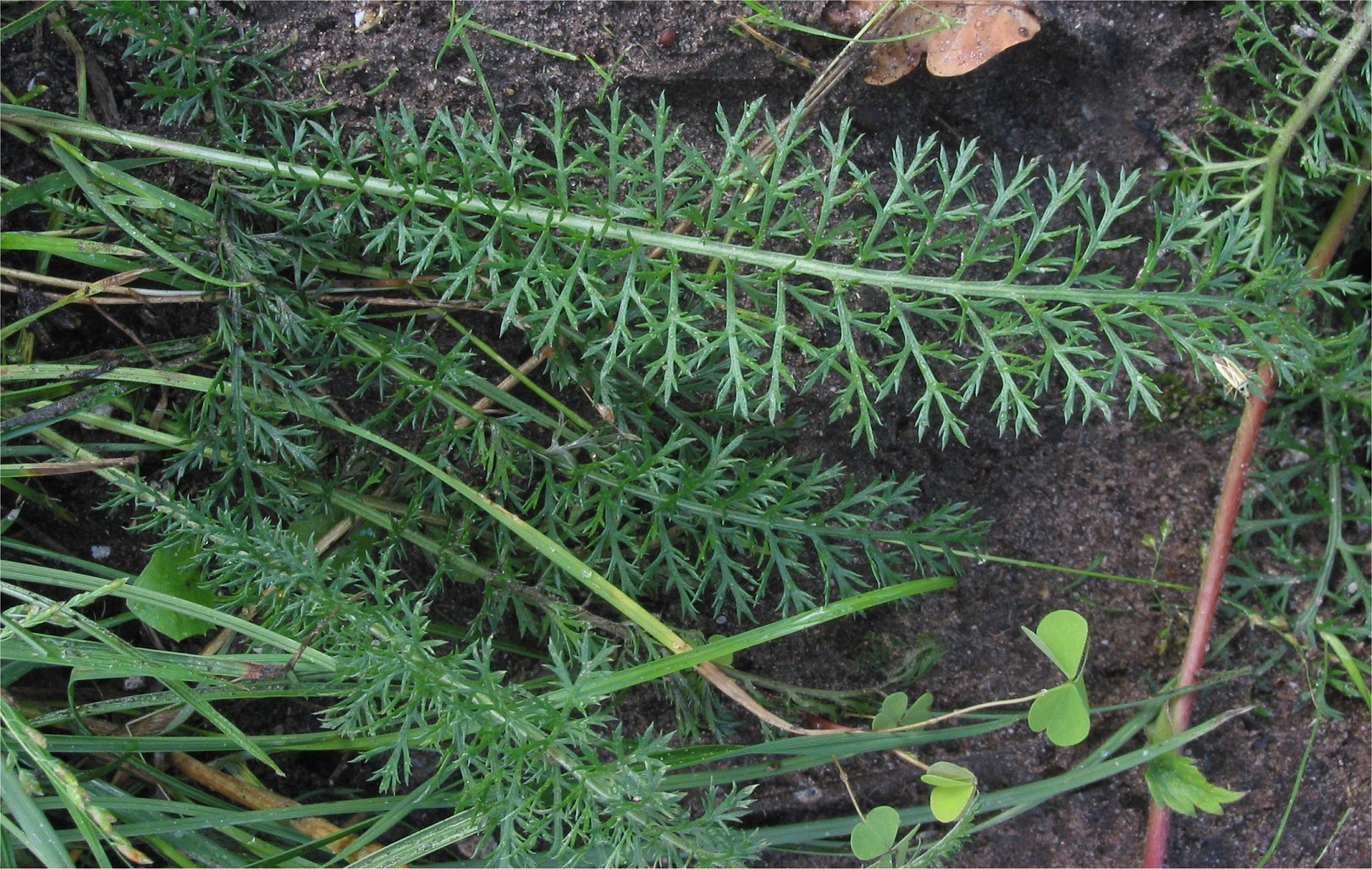
Närbild på blad
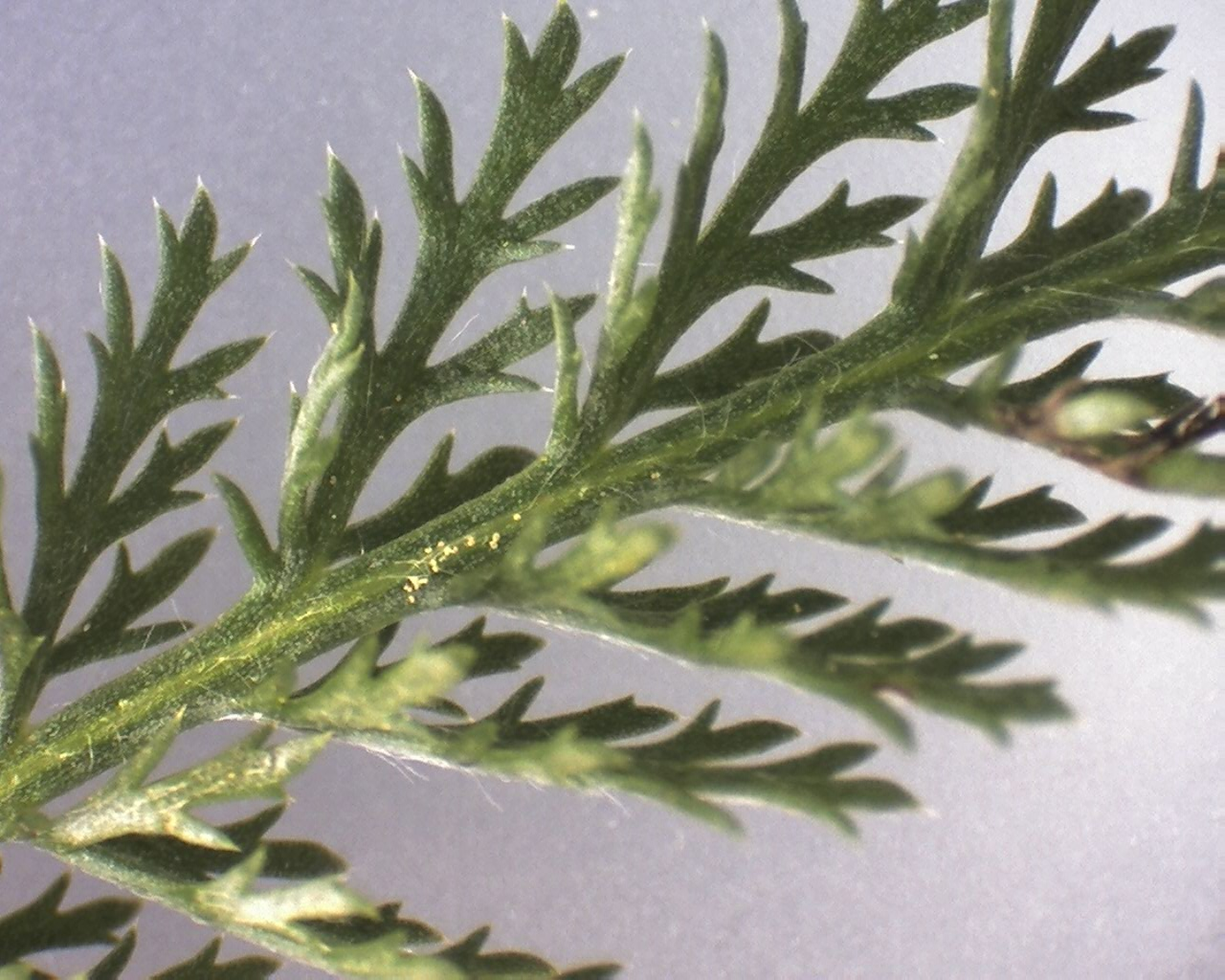
Ett blads ovansida (Förstoring)
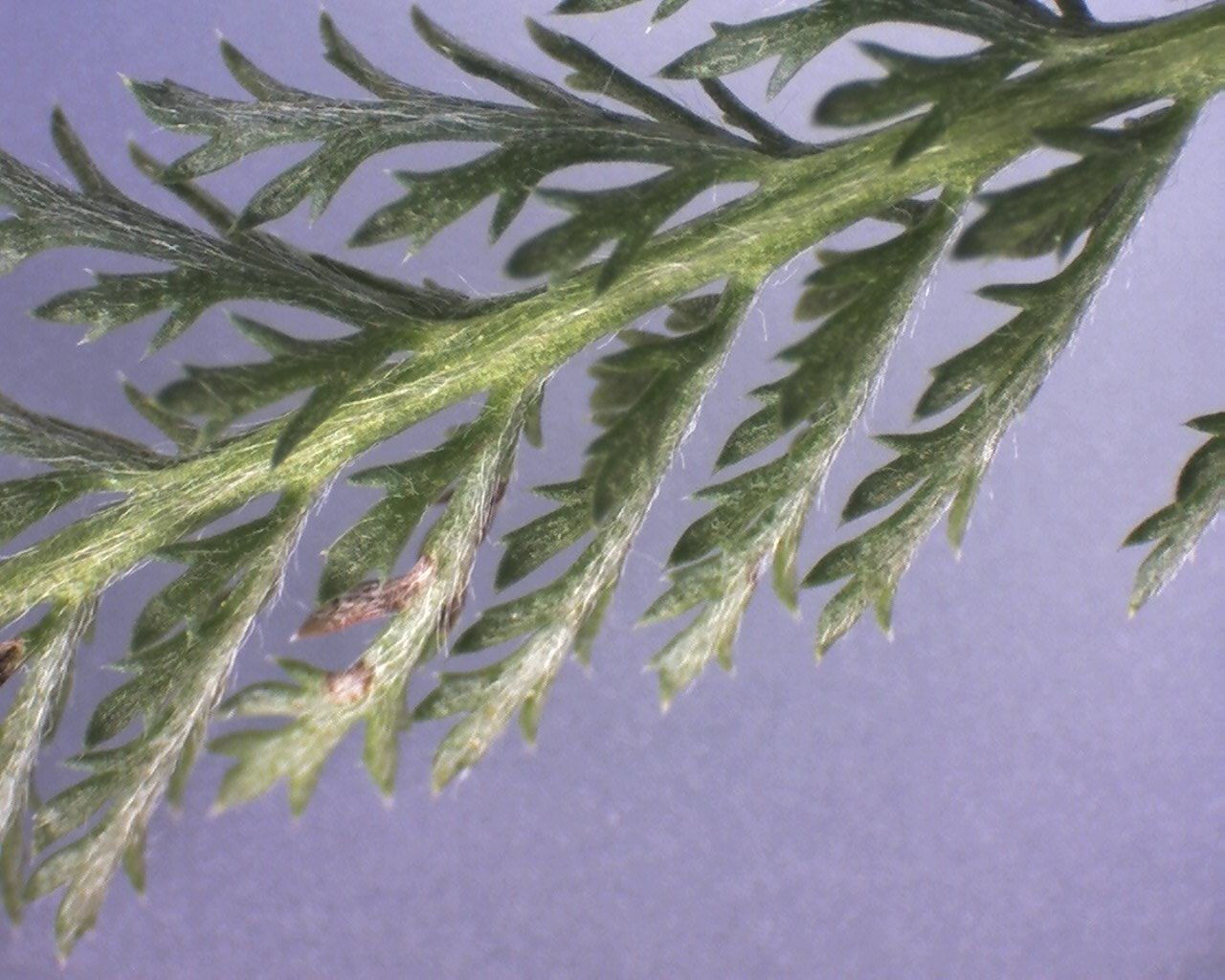
Ett blads undersida (Förstoring)
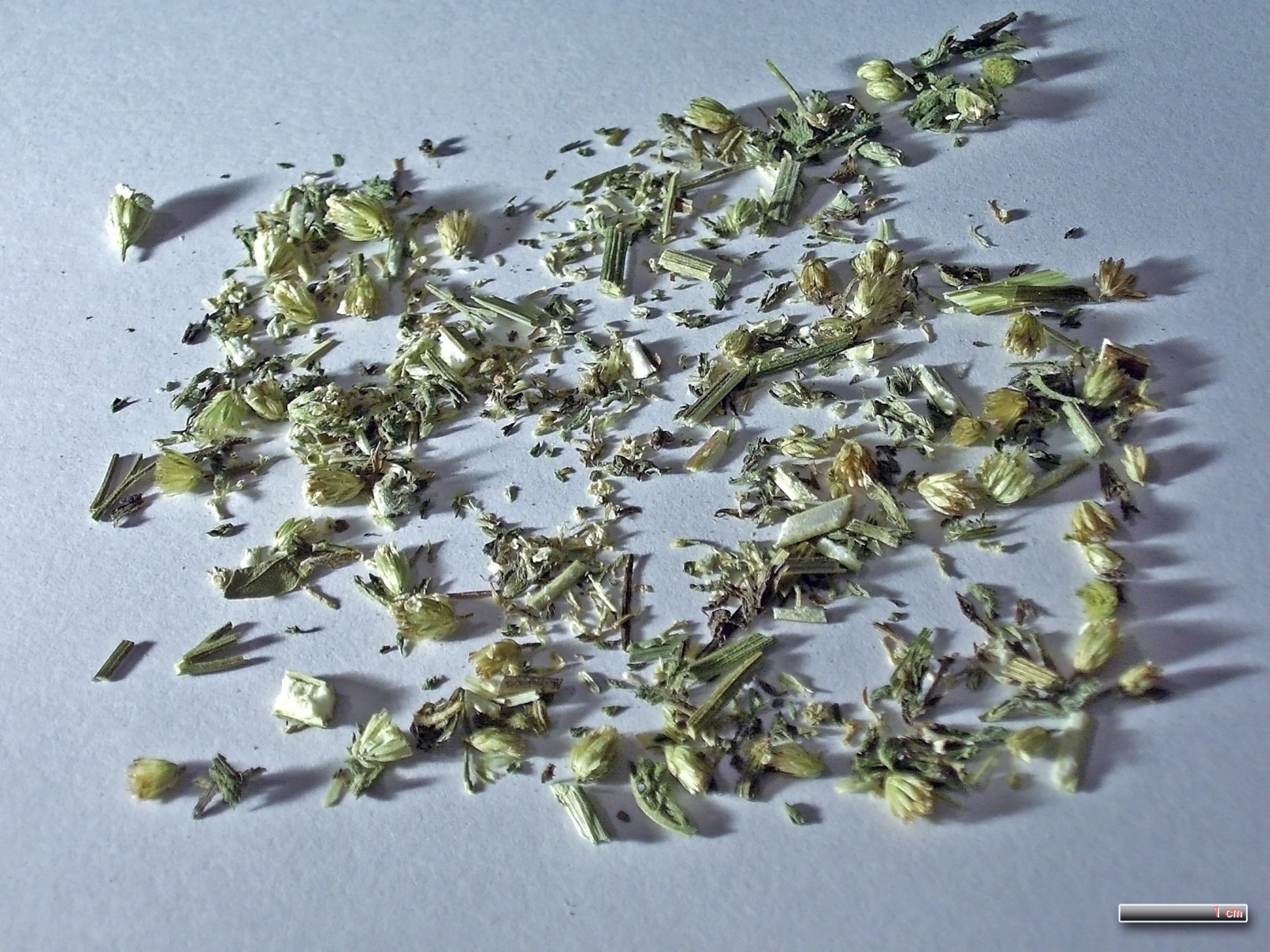
Torkade växtdelar för beredning av dryck (Millefolii herba i droghandeln)
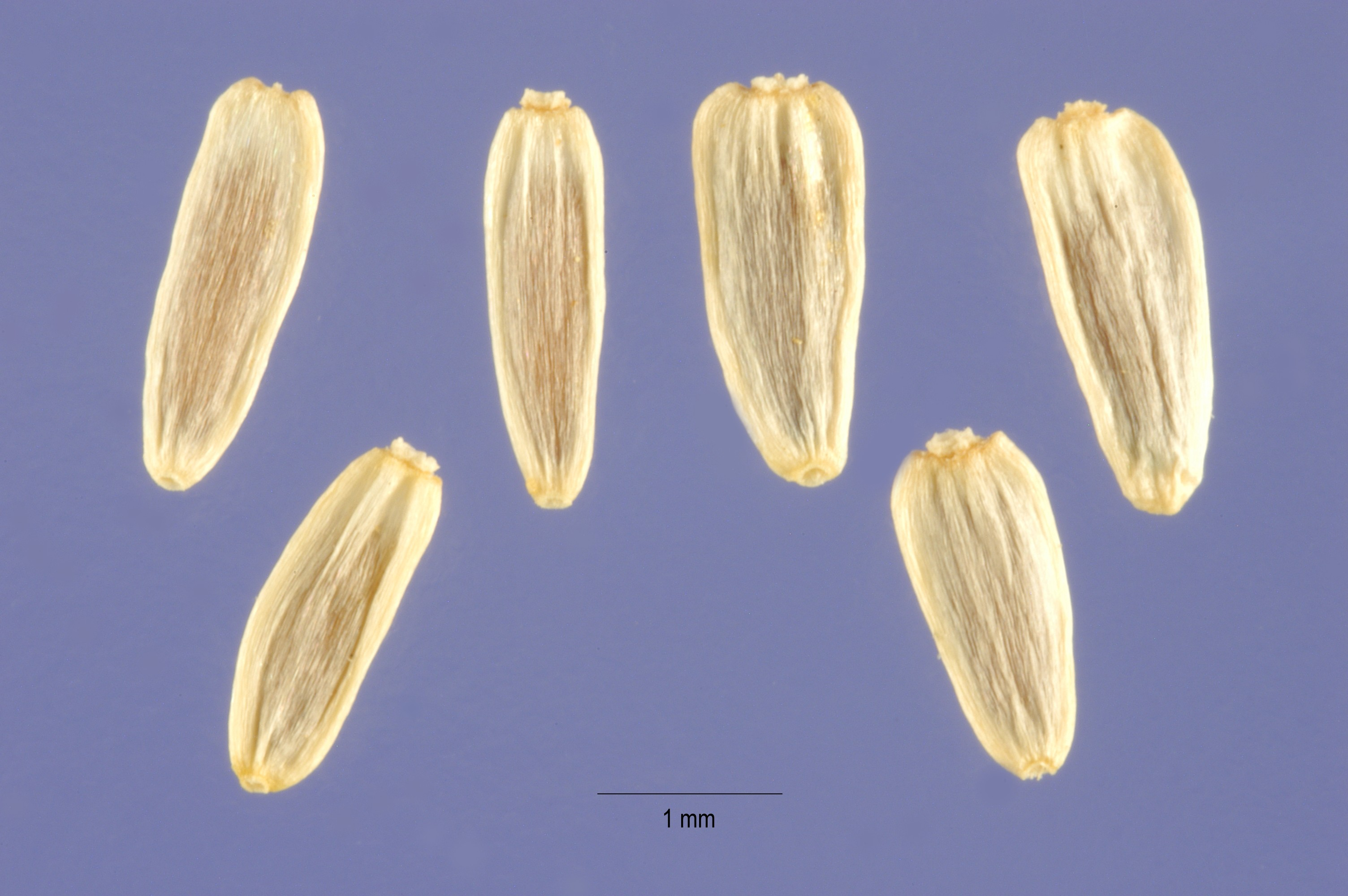
Frukter av Achillea millefolium L. var. occidentalis DC. Lägg märke till skalan nedtill, i mitten
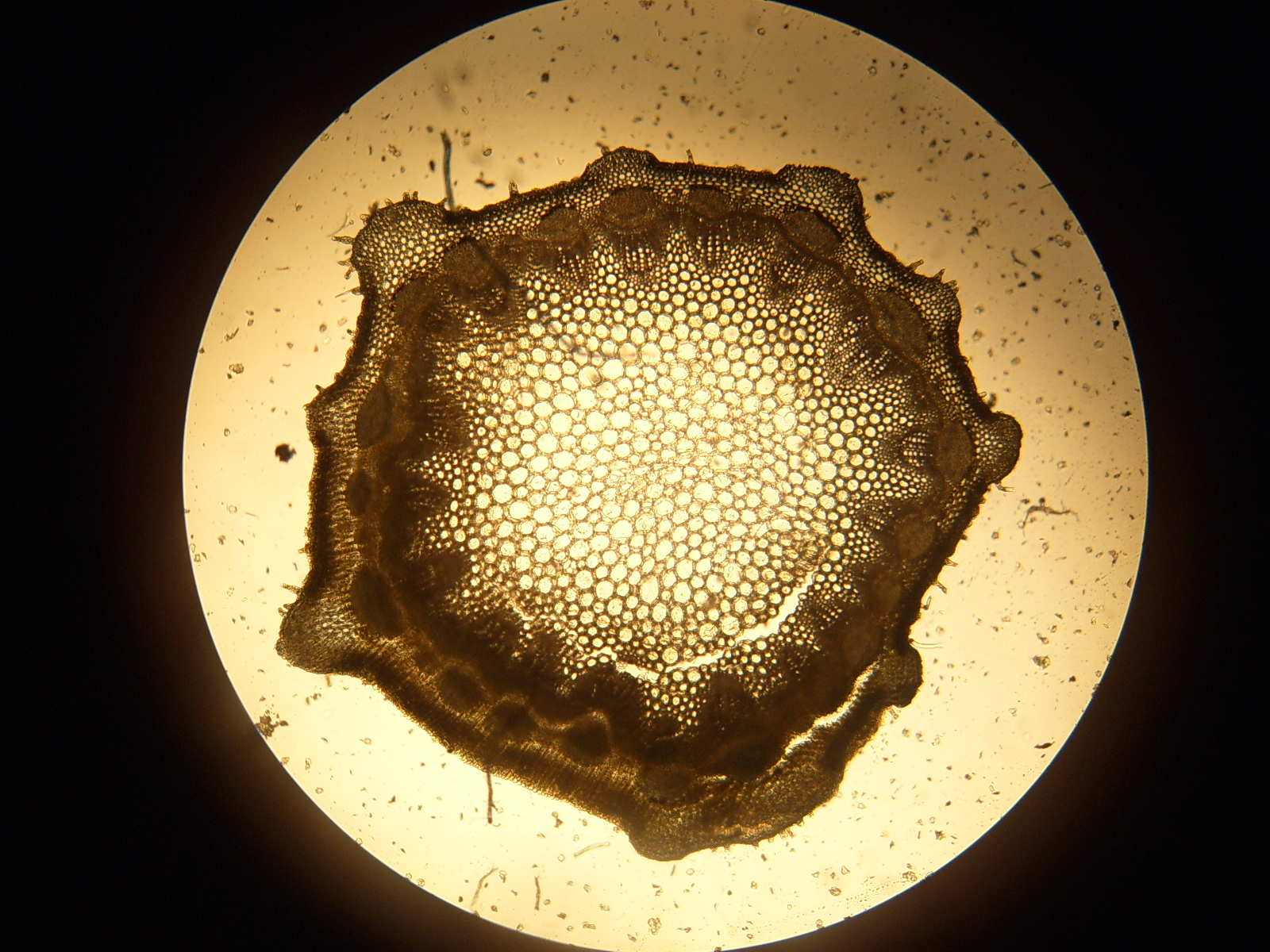
Genomskärning av en gren Förstoring, sett med mikroskop.
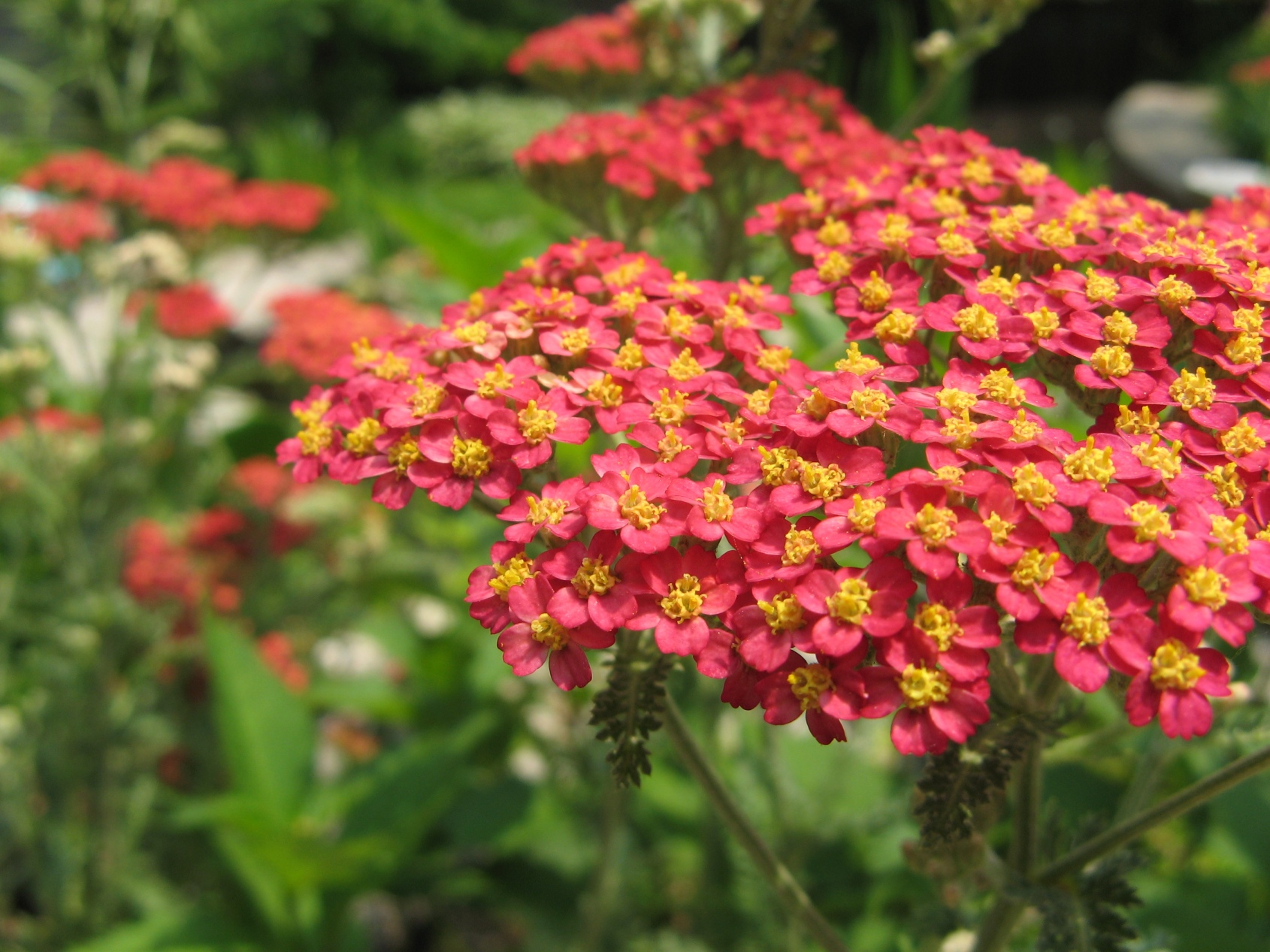
Förädlad form, 'Paprika'
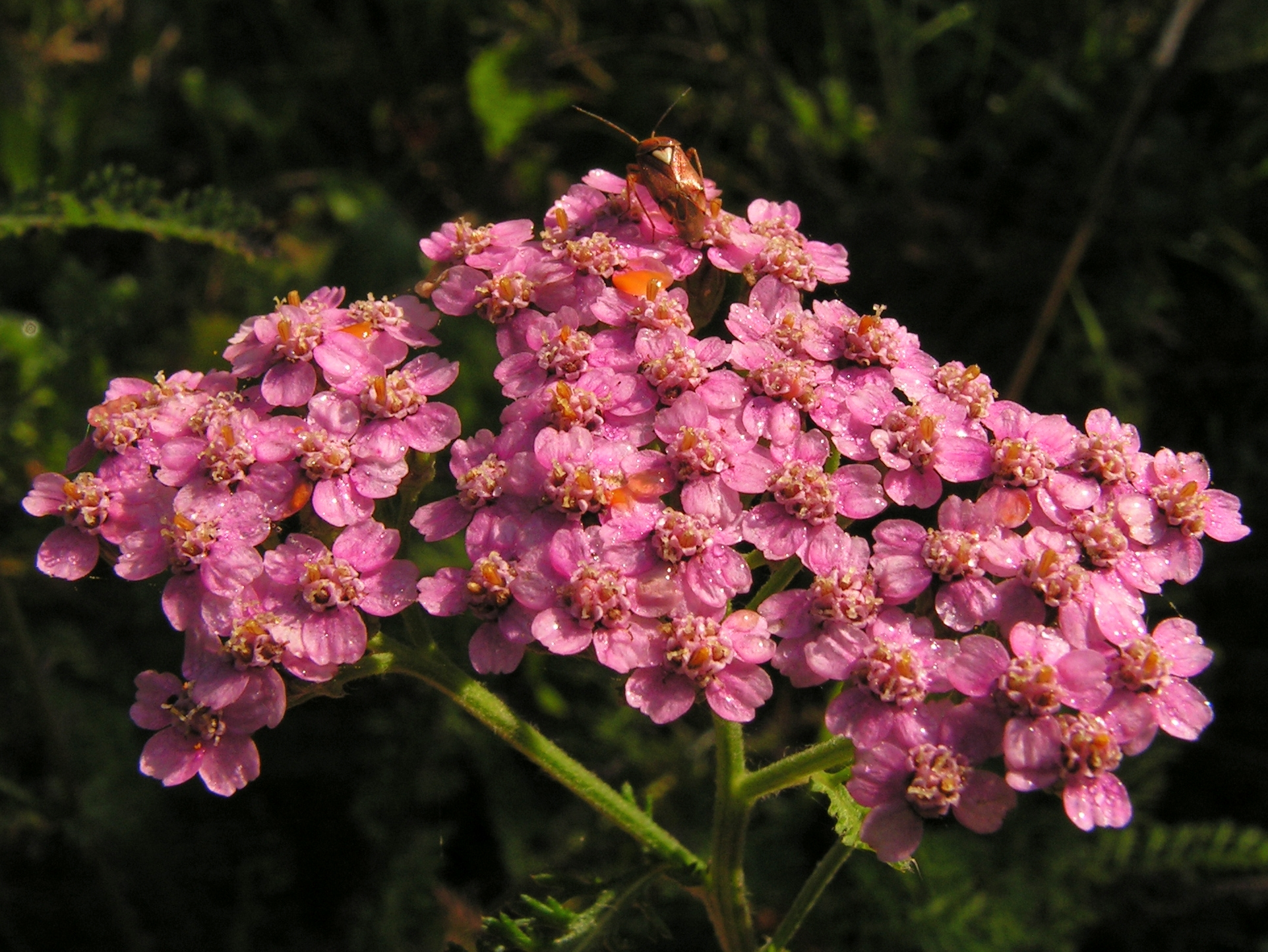
Förädlad form